# Valdimar Grímsson
Valdimar Grímsson, né le 5 décembre 1965 en Islande, est un joueur islandais de handball évoluant au poste d'ailier droit. Avec l'équipe nationale d'Islande, il est le quatrième meilleur buteur de l'histoire de la sélection avec 940 buts marqués en 271 sélections

## Palmarès

### En clubs
- Vainqueur du Championnat d'Islande 1988, 1989, 1991 (avec Valur Reykjavík) et 1997 (avec KA Akureyri)
- Vainqueur de la Coupe d'Islande : 1988, 1990, 1993 (avec Valur Reykjavík) et 1995 (avec KA Akureyri)

### En équipe nationale
- 4e place aux Jeux olympiques de 1992

### Distinctions individuelles
- élu meilleur ailier droit du Championnat du monde 1997
- deuxième meilleur buteur du Championnat d'Europe 2000 avec 41 buts
- troisième meilleur buteur des Jeux olympiques de 1992 avec 35 buts
- troisième meilleur buteur du Championnat du monde 1997 avec 52 buts